# Sandra Williams Ortega
Sandra Williams Ortega foi uma oficial da Força Aérea dos Estados Unidos do estado de Maryland. Ela é conhecida como a primeira mulher afro-americana no estado a ter uma comissão de oficiais na Força Aérea e foi inserida no Corredor da Fama do Estado de Maryland em 2018. Ela nasceu em 1937 em Baltimore.